# أبنوب (مركز)
مركز أبنوب، مركز إداري مصري. يقع في محافظة أسيوط الواقعة في جمهورية مصر العربية. القاعدة الإدارية للمركز هي مدينة أبنوب.